# مناخ المريخ

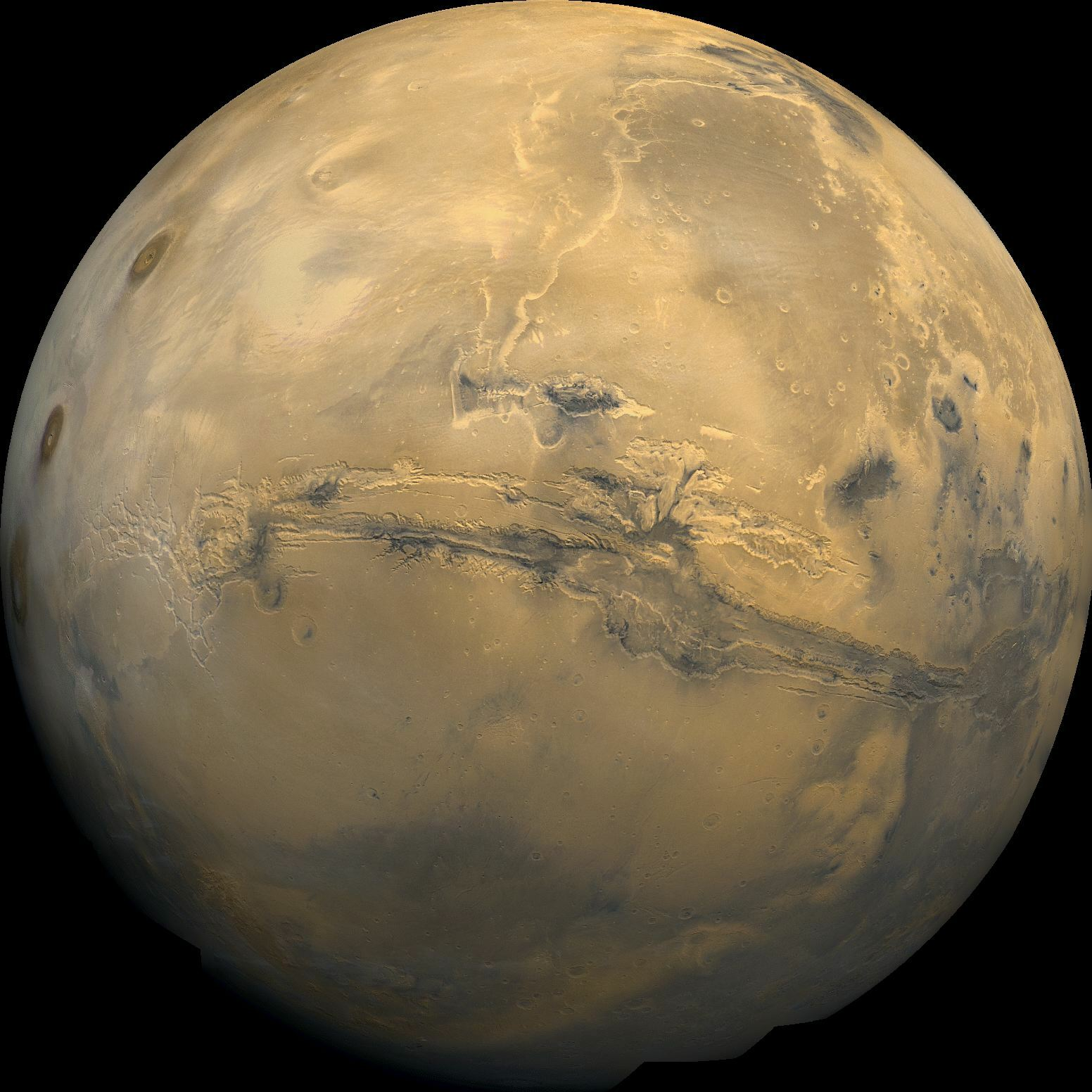

. لقد أثارت مسألة مناخ المريخ فضولاً علمياً لعدة قرون، ويرجع ذلك جزئياً إلى أن المريخ هو الكوكب الأرضي الوحيد الذي يمكن ملاحظته سطحياً بشكل مباشر بالتفصيل من الأرض بمساعدة من التلسكوب، وعلى الرغم من أن المريخ أصغر من الأرض، وبحجم 11٪ من كتلة الأرض، و50٪ أبعد من الشمس عن الأرض، فإن مناخها له أوجه تشابه هامة، مثل الأغطية الجليدية القطبية، والتغيرات الموسمية، والوجود الملحوظ لأنماط الطقس، وقد اجتذبت دراسة مستمرة من علماء الكواكب وعلماء المناخ، في حين أن مناخ المريخ له أوجه تشابه مع الأرض، بما في ذلك العصور الجليدية الدورية، وهناك أيضًا اختلافات هامة، مثل انخفاض الجمود الحراري أقل بكثير، مناخ المريخ لديه ارتفاع على نطاق حوالي 11 كم (36,000 قدم)، 60٪ أكبر من ذلك على الأرض، المناخ له أهمية كبيرة لمسألة ما إذا كانت الحياة موجودة على كوكب الأرض، وتلقى المناخ لفترة وجيزة مزيداً من الاهتمام بالأخبار بسبب قياسات ناسا التي تشير إلى زيادة التسامي في منطقة شبه قطبية واحدة مما أدى إلى بعض التكهنات الصحفية الشعبية بأن المريخ كان يعاني من نوبة موازية من الاحترار العالمي،  على الرغم من أن متوسط درجة حرارة المريخ قد نقص فعلاً في العقود الأخيرة، والأغطية القطبية أخذت بالنمو، وقد تم دراسة المريخ من قبل الأجهزة على الأرض منذ القرن السابع عشر، ولكن منذ بدأ استكشاف المريخ في منتصف الستينيات بدا من الممكن المراقبة عن كثب، وقد وفرت المركبة الفضائية المدارية ومركبة البيانات من أعلاه، في حين قدم عدد من رواد الفضاء قياسات مباشرة للظروف الجوية، وتواصل الأدوات المدارية الأرضية المتقدمة اليوم تقديم بعض الملاحظات المفيدة «الكبيرة» لظواهر الطقس الكبيرة نسبياً، كانت أول رحلة جوية للمارينز هي مارينر فور التي وصلت في عام 1965 وكان هذا التمرير السريع لمدة يومين (15-14 يوليو 1965) محدودا من حيث مساهمته في حالة المعرفة بالمناخ المريخي، في وقت لاحق البعثات (مارينر 6، ومارينر7) شغل بعض الثغرات في المعلومات المناخية الأساسية، بدأت الدراسات المناخية القائمة على البيانات بشكل جدي مع برنامج فايكنغ في عام 1975 وتواصل مع تحقيقات مثل كوكب  المريخ لاستطلاع مدارها، وقد استكمل هذا العمل الرصدي نوع من المحاكاة الحاسوبية العلمية، ومع مرور الزمن ازداد فهم المريخ.

## الطقس

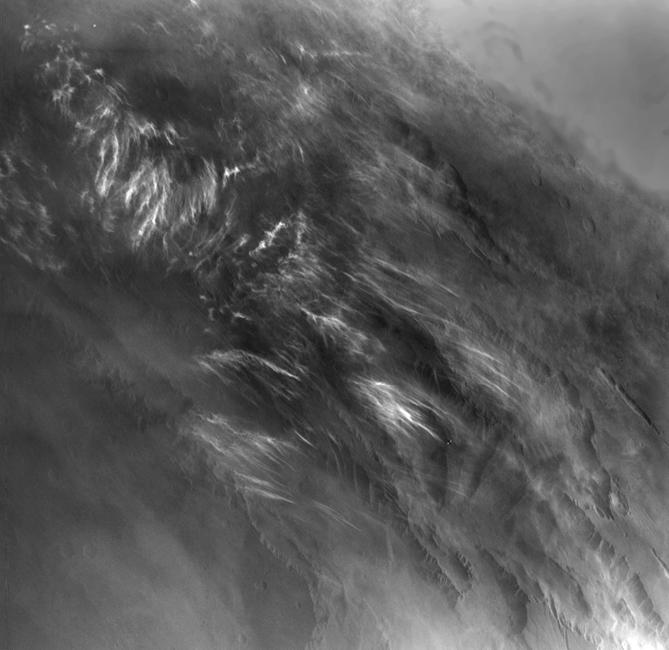
الغيوم المريخية الصباحية - فايكنغ- المدار 1- (التقطت في عام 1976)

## السحاب

السحب الثلجية تتحرك فوق موقع الهبوط فينيكس على مدى فترة عشر دقائق (29 أغسطس 2008)

## الخصائص والعمليات الحيوية

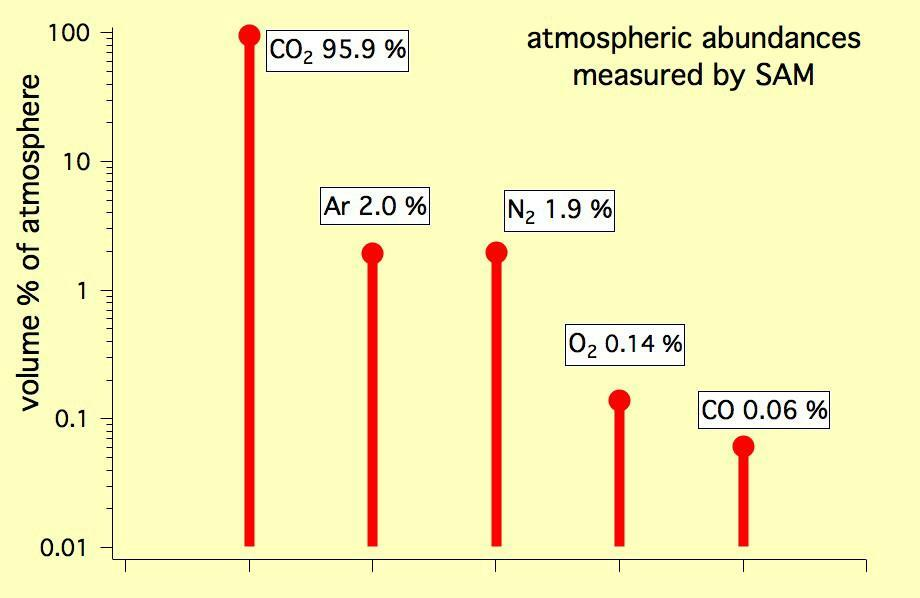

### الرياح

### تأثير العواصف الرملية

كريوسيتي يلتقط سيلفي وسط عاصفة شديدة على المريخ هبت في يونيو 2018

## الجبال

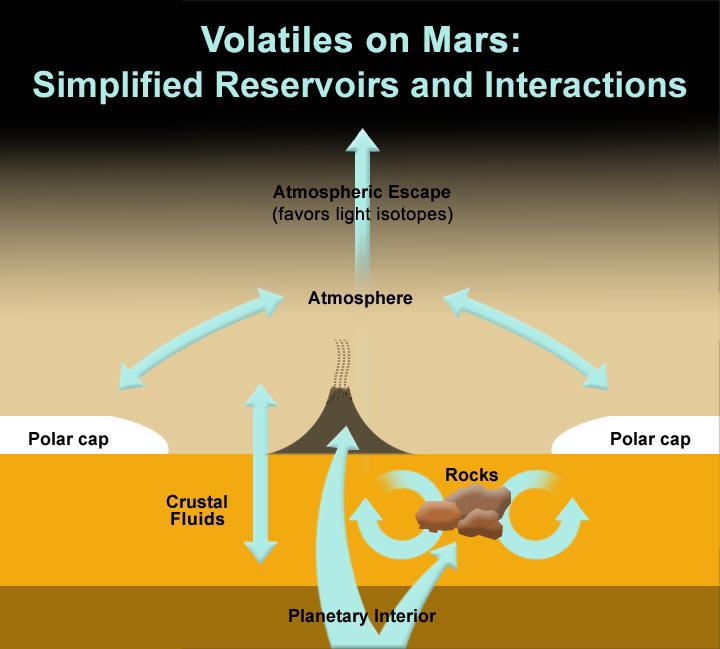

## الأغطية القطبية

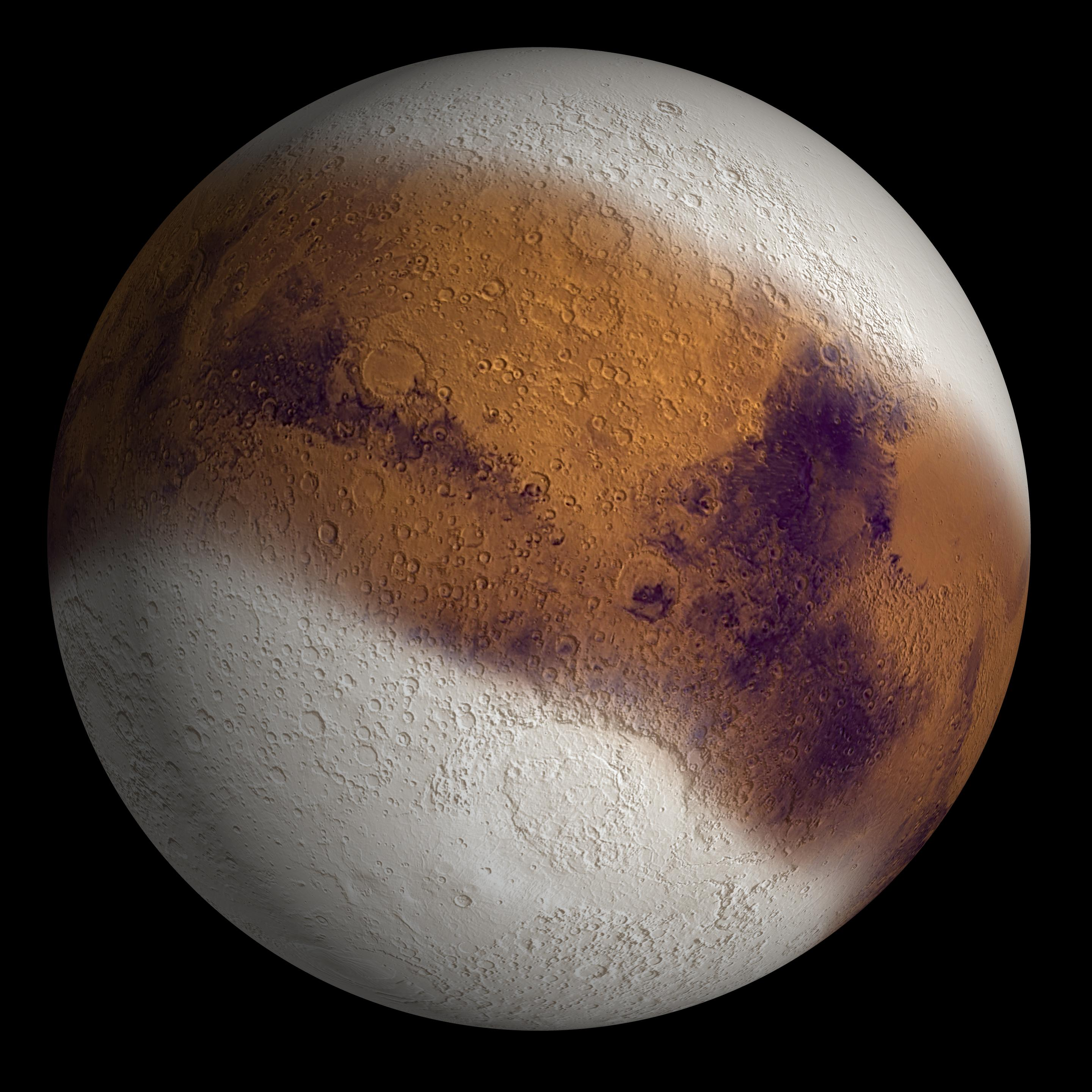
كيف كان المريخ قد بدا خلال العصر الجليدي بين 2.1 مليون و400،000 سنة مضت، عندما يعتقد أن الميل المحوري للمريخ كان أكبر من اليوم